# Adrián Centurión
Adrián Ricardo Centurión (Avellaneda, 19 januari 1993) is een Argentijns voetballer die doorgaans als vleugelspeler speelt. Hij verruilde Genoa CFC in januari 2018 voor Racing Club.

## Clubcarrière
Centurión debuteerde op 17 juni 2012 voor Racing Club, tegen Atlético de Rafaela. Hij maakte zijn eerste doelpunt op het hoogste niveau tegen Argentinos Juniors. Tijdens het seizoen 2013/14 werd Centurión verhuurd aan Genoa CFC. Op 24 februari 2014 debuteerde hij in de Serie A tegen SSC Napoli. In januari 2015 werd hij voor 4,2 miljoen euro verkocht aan São Paulo.